# Róbert Bérczesi

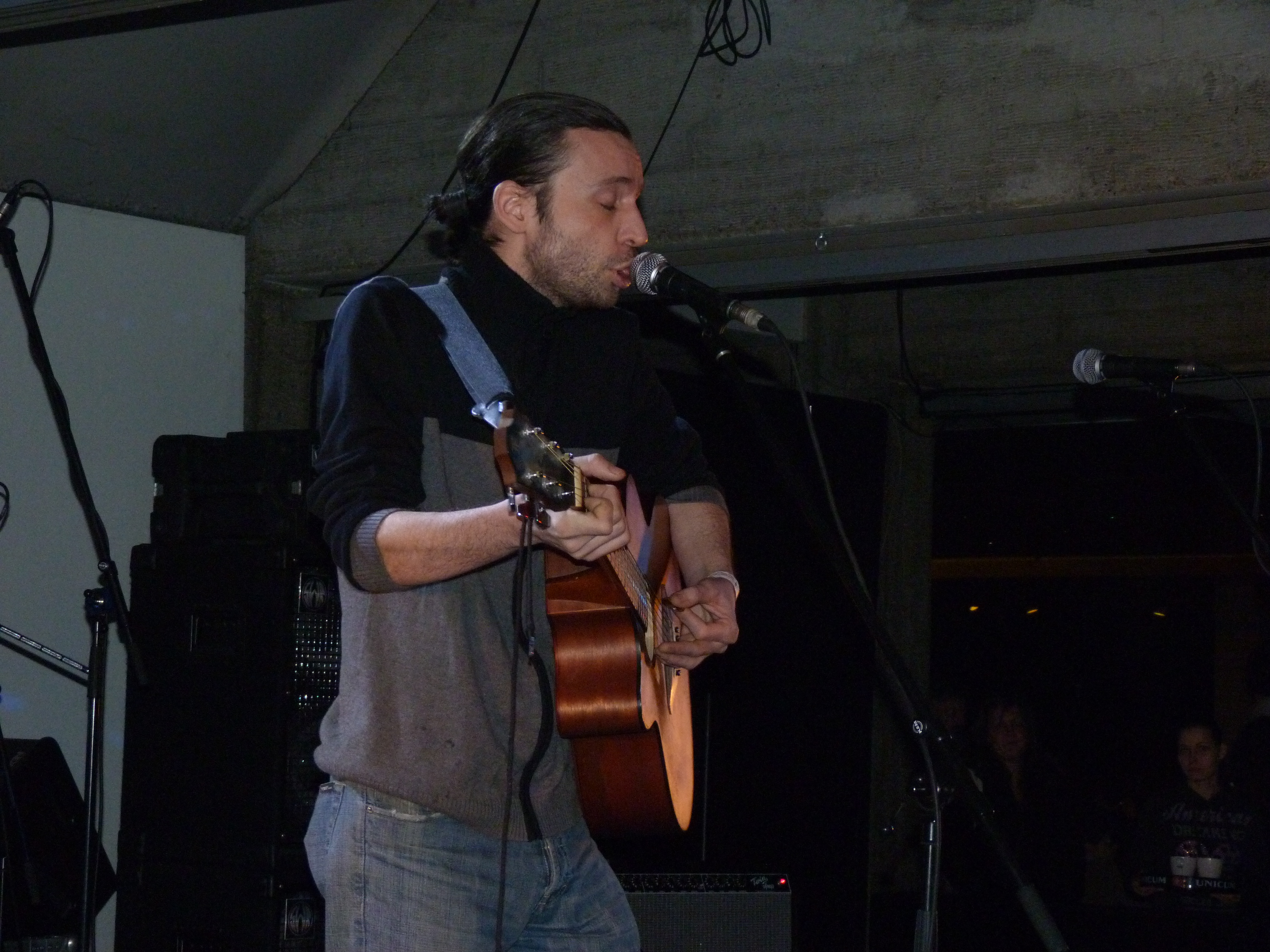
Róbert Bérczesi

Róbert Bérczesi (ur. 1976) – węgierski muzyk, znany głównie jako wokalista i autor tekstów piosenek węgierskiego zespołu Hiperkarma.
Laureat nagrody węgierskiego talent show (the Pepsi Generation Next, 1997). Jako zwycięzca programu podpisał kontrakt z Sony Music Entertainment. Pierwszy album artysty (Kétségbeejtően átlagos) powstał we współpracy z zespołem BlaBla. Bérczesi wydał cztery albumy z zespołem Hiperkarma - Hiperkarma (2000), Amondó (2003), Konyharegény (2014) oraz Délibáb (2017). Po przerwaniu współpracy z Hiperkarma w roku 2007 podjął się kolejnych projektów - Biorobot wraz z piosenkarzem András Nemes a także solowy projekt the Én meg az ének.
Od 2014 zespół Hiperkarma jest ponownie aktywny, koncertuje i nagrywa płyty..